# Бикен-Скуэйр (Флорида)
Би́кен-Скуэ́йр (англ. Beacon Square) — статистически обособленная местность, расположенная в округе Паско (штат Флорида, США) с населением в 7263 человека по статистическим данным переписи 2000 года.

## География
По данным Бюро переписи населения США статистически обособленная местность Бикен-Скуэйр имеет общую площадь в 5,18 квадратных километров, водных ресурсов в черте населённого пункта не имеется.
Статистически обособленная местность Бикен-Скуэйр расположена на высоте 2 м над уровнем моря.

## Демография
| Год переписи        | Нас. |  | %±     |
| ------------------- | ---- |  | ------ |
| 1970                | 2927 |  | —      |
| 1980                | 6513 |  | 122,5% |
| 1990                | 6265 |  | −3,8%  |
| 2000                | 7263 |  | 15,9%  |
| 1970–2000 Источник: |      |  |        |

По данным переписи населения 2000 года в Бикен-Скуэйр проживало 7263 человека, 2084 семьи, насчитывалось 3509 домашних хозяйств и 4119 жилых домов. Средняя плотность населения составляла около 1402,12 человека на один квадратный километр. Расовый состав населённого пункта распределился следующим образом: 95,32 % белых, 1,03 % — чёрных или афроамериканцев, 0,34 % — коренных американцев, 0,81 % — азиатов, 1,40 % — представителей смешанных рас, 1,09 % — других народностей. Испаноговорящие составили 3,84 % от всех жителей статистически обособленной местности.
Из 3509 домашних хозяйств в 17,8 % воспитывали детей в возрасте до 18 лет, 46,6 % представляли собой совместно проживающие супружеские пары, в 9,3 % семей женщины проживали без мужей, 40,6 % не имели семей. 34,5 % от общего числа семей на момент переписи жили самостоятельно, при этом 23,2 % составили одинокие пожилые люди в возрасте 65 лет и старше. Средний размер домашнего хозяйства составил 2,07 человек, а средний размер семьи — 2,61 человек.
Население статистически обособленной местности по возрастному диапазону по данным переписи 2000 года распределилось следующим образом: 16,4 % — жители младше 18 лет, 5,2 % — между 18 и 24 годами, 22,1 % — от 25 до 44 лет, 21,0 % — от 45 до 64 лет и 35,3 % — в возрасте 65 лет и старше. Средний возраст жителей составил 51 год. На каждые 100 женщин в Бикен-Скуэйр приходилось 83,6 мужчин, при этом на каждые сто женщин 18 лет и старше приходилось 80,4 мужчин также старше 18 лет.
Средний доход на одно домашнее хозяйство статистически обособленной местности составил 27 528 долларов США, а средний доход на одну семью — 33 125 долларов. При этом мужчины имели средний доход в 27 220 долларов США в год против 21 792 доллара среднегодового дохода у женщин. Доход на душу населения статистически обособленной местности составил 27 528 долларов в год. 8,1 % от всего числа семей в населённом пункте и 9,5 % от всей численности населения находилось на момент переписи населения за чертой бедности, при этом 18,6 % из них были моложе 18 лет и 8,3 % — в возрасте 65 лет и старше.